# Hellhammer (músico)
Jan Axel Blomberg (nascido em 2 de agosto de 1969 em Trysil, Noruega), mais conhecido como Hellhammer, é um baterista norueguês. É conhecido por ser o baterista da banda norueguesa de black metal Mayhem. Seu apelido foi inspirado na banda homônima sueca de metal extremo. Já foi ganhador de quatro prêmios Spellemannprisen.
Entrou para o Mayhem em 1988, após a saída do baterista e membro fundador Kjetil Manheim. Em 1987, ele formou a banda de avant-garde metal Arcturus, a qual foi reformada recentemente.
Ficou em 23° lugar na lista dos "50 melhores bateristas de hard rock e metal de todos os tempos" do site Loudwire.

## Biografia
Quando era pequeno os seus principais interesses eram futebol, wrestling e bateria. Jan aprendeu a tocar acompanhando os álbuns que ouvia (Iron Maiden, Slayer, Depeche Mode e Duran Duran).
Em 1988 viu num jornal um anúncio que procurava um baterista. Jan entrou em contacto com a banda e dias depois juntou-se à banda Mayhem, após a saída de Kjetil Manheim. Adoptou então o nome de Hellhammer. Por volta desta altura juntou-se também a Arcturus.
Em 1997 Jan Axel juntou-se à banda Covenant, que se passaria a chamar-se The Kovenant. No ano seguinte passa a integrar a formação da banda Winds.
Em 2001 tornou-se baterista das bandas Jorn e Shining. Em 2003 abandona a banda The Kovenant. No ano seguinte junta-se à banda Age of Silence e deixa a banda Shining.
Em 2007, depois da banda Arcturus se ter separado, Jan junta-se à banda Gorgoroth.
Em 2011 reuniu-se com o  Arcturus e os outros integrantes e gravaram um novo disco em 2015, Arcturian.

## Discografia
| - 1993 - Live In Leipzig (ao vivo) - 1994 - De Mysteriis Dom Sathanas - 1995 - Dawn of the Black Hearts (ao vivo) - 1996 - Out from the Dark – EP - 1997 - Wolfs Lair Abyss – EP - 1999 - Mediolanum Capta Est (ao vivo) - 2000 - A Grand Declaration of War - 2001 - Live in Marseille (ao vivo) - 2004 - Chimera - 2007 - Ordo Ad Chao - 2014 - Esoteric Warfare - 2001 - Of Entity And Mind – EP - 2002 - Reflections Of The I - 2004 - The Imaginary Direction Of Time - 2007 - Prominence And Demise - 2015 - Into Transgressions of Thought - 1991 - My Angel – EP - 1994 - Constellation – EP - 1996 - Aspera Hiems Symfonia - 1997 - Reconstellation – EP - 1997 - La Masquerade Infernale - 1999 - Disguised Masters - 2002 - Aspera Hiems Symfonia + Constellation + My Angel - 2002 - The Sham Mirrors - 2005 - Sideshow Symphonies - 2006 - Shipwrecked In Oslo – DVD - 2015 - Arcturian | - 1997 - In Times Before The Light - 1998 - Nexus Polaris - 1999 - Animatronic - 2003 - S.E.T.I. Club – EP - 2003 - S.E.T.I. - 2001 - II - Livets Ändhallplats - 2002 - III - Angst, Självdestruktivitetens Emissarie - 2003 - Dolorian / Shining – EP - 2005 - IV - The Eerie Cold - Jorn – 2000 - Starfire - Jorn – 2001 - Worldchanger - Thorns – 2001 - Thorns - Troll – 2001 - Universal - Mezzerschmitt – 2002 - Weltherrschaft (EP) - Carnivora – 2004 - Judas - Age Of Silence – 2004 - Acceleration - Age Of Silence – 2005 - Complications - Trilogy Of Intricacy – EP - Antestor – 2005 - The Forsaken - Dimmu Borgir – 2005 - Stormblåst MMV - Dimmu Borgir – 2007 - In Sorte Diaboli - Gorgoroth – 2007 - Bergen 1996 – EP - Umoral – 2007 - Umoral (EP) - Eyes of Noctum – 2009 - Inceptum - Nidingr – 2010 - Wolf-Father - Lord Impaler – 2011 - Admire the Cosmos Black - Andy Winter – 2013 - Incomprehensible - Dynasty of Darkness – 2014 - Empire of Pain |